# Ferrovia Rapida Tōyō
La Ferrovia Rapida Tōyō (東葉高速鉄道?, Tōyō Kōsoku Tetsudō) è un operatore ferroviario che gestisce la Linea Rapida Tōyō, una ferrovia del terzo settore nella prefettura di Chiba. La sede centrale si trova nella città di Yachiyo, nella prefettura di Chiba.

## Storia
Nel marzo 1972 fu pianificata un'estensione della linea Tōzai da Nishi-Funabashi a Katsutadai. Nel 1974 la metropolitana Eidan (ora Tokyo Metro) richiese la licenza per estendere la linea Tōzai, i lavori di costruzione iniziarono il 20 settembre 1976 e l'apertura della linea era prevista per l'ottobre 1979. Era previsto un collegamento diretto con la linea Tozai (a ovest di Nishi-Funabashi) e treni rapidi che si fermavano solo alla stazione di Kita-Narashino lungo il percorso. Tuttavia, nel procedere con le procedure di costruzione, ci fu opposizione, soprattutto da parte della Keisei Electric Railway, con la quale c'era competizione lungo la linea.
Nel 1980 l'allora Ministero dei Trasporti presenta il piano di adeguamento finale della linea ai governi locali e alle relative compagnie ferroviarie. Alla fine, sulla base di questo piano, il 1° settembre 1981 fu fondata la Ferrovia Rapida Tōyō e fu deciso che la compagnia avrebbe costruito e gestito la linea. I lavori di costruzione iniziarono nel 1984 e inaugurata il 27 aprile 1996.

## Linee ferroviarie
L'azienda gestisce una linea.
- Linea Rapida Tōyō (東葉高速線?, Tōyō Kōsoku-sen): Nishi-Funabashi - Tōyō-Katsutadai	(16,2 km, 9 stazioni)

Mappa del percorso

## Materiale rotabile

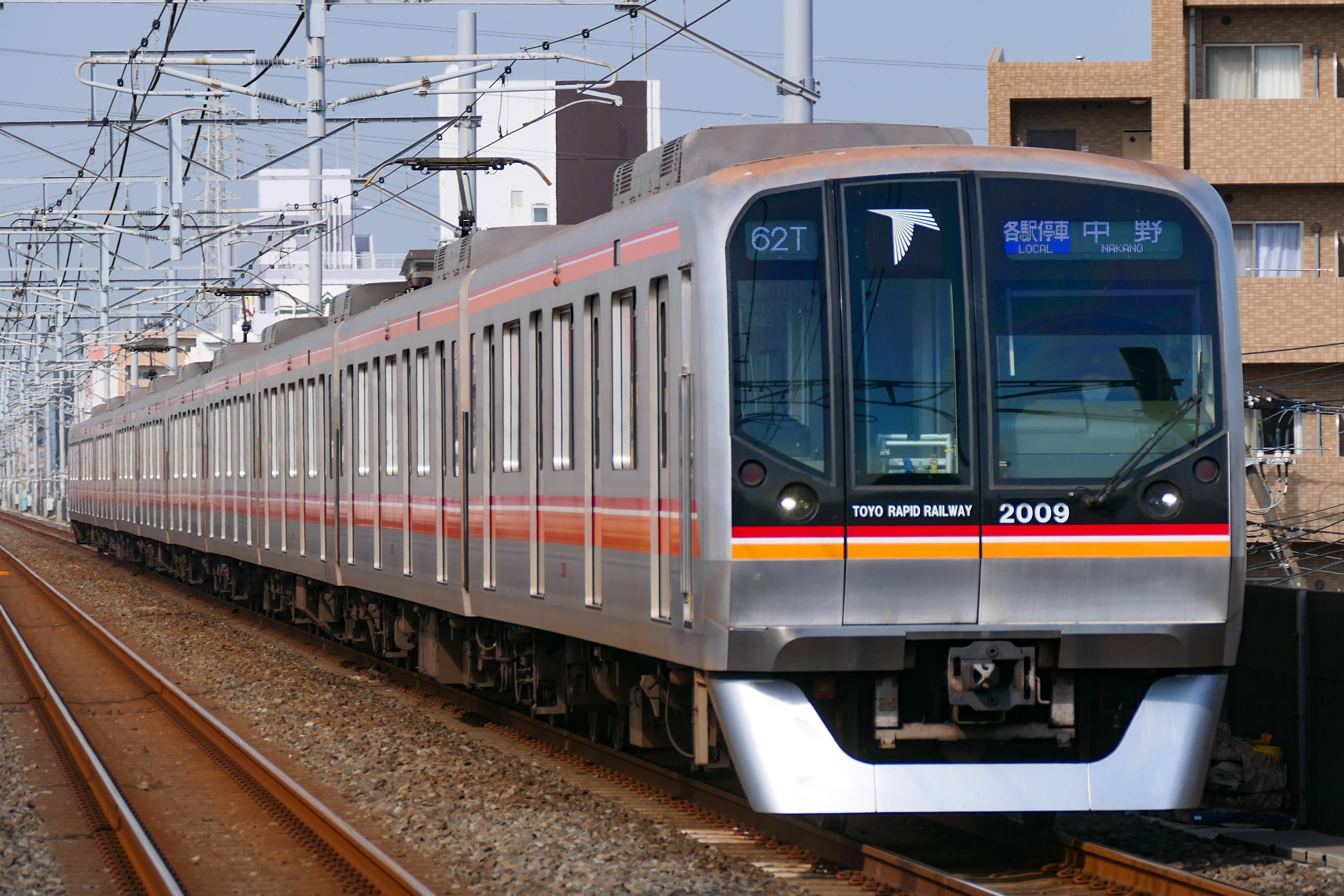
Serie 2000

Inizialmente, il piano prevedeva l'introduzione di materiale rotabile di nuova costruzione, ma al fine di ridurre i costi di costruzione associati all'apertura il materiale rotabile è stato implementato convertendo il materiale rotabile in eccedenza della Serie 5000 della linea Tozai. Le vetture della Serie 5000 sono state aggiornate con nuove apparecchiature di controllo, sono stati eseguiti lavori di rinnovo degli interni e sono diventate il Tōyō Rapid Transit Serie 1000. Dal 2006 è in fase di sostituzione con la nuova Serie 2000.

### Veicolo attuale
- Ferrovia Rapida Tōyō Serie 2000